# 우길

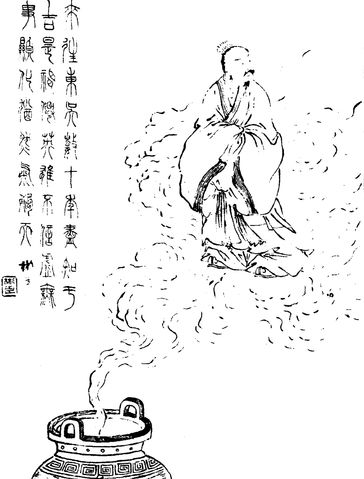

우길(중국어: 于吉, ? ~ 200년)은 중국 삼국시대의 도인으로 태평도의 창시자이다.
순제 때 약초를 캐러 산에 갔다가 만병을 치료할 수 있는 《태평청령서》라는 의서를 얻었으며, 태평청령서에 적힌 도술로 의술을 펼쳤다. 그의 제자로는 궁숭과 양해가 있었으며 순제 때는 궁숭이, 환제 때는 양해가 태평청령서를 황제에게 바치려 했으나 거절당한다. 백성들과 신하들과 손책의 어머니의 존경까지 받았으나 손책에 의해 인심을 현혹한다는 죄로 처형되었다. 연의에 의하면 손책은 우길의 망령에 시달리다 죽었다고 한다.

## 같이 보기
- 삼국지 인물 목록